# Ticoș, Neamț
Ticoș (în maghiară Tikos) este un sat în comuna Bicazu Ardelean din județul Neamț, Transilvania, România. Este situat pe DN12C, care face legătura dintre orașul Bicaz și orașul Gheorgheni.